# Dreiband-Weltmeisterschaft für Nationalmannschaften 2016

Logo UMB (ausrichtender Verband)

Veranstaltungsort: Viersen

Die Dreiband-Weltmeisterschaft für Nationalmannschaften 2016 ist die 30. Auflage dieses Turniers, das seit 1981 in der Regel jährlich in der Disziplin Dreiband der Billardvariante Karambolage ausgetragen wird. Sie findet vom 18. bis zum 21. Februar 2016 in der Stadt Viersen statt, die seit 1990 fester WM-Austragungsort ist.

## Spielmodus
Normalerweise wird das Turnier mit 24 Teams gespielt. Melden sich aber weniger Teams, werden B-Teams nach folgendem Vergabemodus zugelassen:
1. Titelträger (hier:  Belgien)
2. Organisierende Nation (hier:  Deutschland)
3. Nächstfolgende Nation nach Weltrangliste (hier:  Türkei)

Im Spielmodus gibt es einige Änderungen. Es werden keine Matches mehr abgebrochen, wenn der Sieger feststeht. Alle Partien werden zu Ende gespielt.
Seit 2013 wird nicht mehr im Satzsystem gespielt, sondern auf 40 Punkte. In der Gruppenphase ist ein Unentschieden in der Begegnung möglich. Es wird mit Nachstoß gespielt. Ab der KO-Runde gibt es bei einem Unentschieden eine Verlängerung im Scotch-Doubles-System. Alle vier Spieler spielen im Wechselmodus bis 15 Points. Das Team, das als erstes die 15 Points erreicht, hat das Match gewonnen. Es gibt keinen Nachstoß.
Seit 2004 wird Platz 3 nicht mehr ausgespielt. Es gibt zwei Bronzemedaillen. Das Zeitlimit liegt bei 40 Sekunden pro Stoß. Je Spiel sind zwei Verlängerungen von je 40 Sekunden möglich. Die Spieler bleiben während des Scotch Double beide am Tisch. Sie können sich bei jedem Stoß beraten. Dabei darf die 40 Sekunden Regel aber nicht überschritten werden.
Das Ranking wird wie folgt ermittelt:
1. Matchpoints (MP)
2. Partiepunkte (PP)
3. Mannschafts-Generaldurchschnitt (MGD)

## Teilnehmer
| Nation        | Gruppe | Spieler 1              | Spieler 2            |
| ------------- | ------ | ---------------------- | -------------------- |
| Ägypten       | E      | Sameh Sidhom           | Riad Nady            |
| Belgien A     | A      | Eddy Merckx            | Frédéric Caudron     |
| Belgien B     | F      | Eddy Leppens           | Jozef Philipoom      |
| Deutschland A | B      | Martin Horn            | Stefan Galla         |
| Deutschland B | G      | Christian Rudolph      | Dustin Jäschke       |
| Dänemark      | F      | Brian Zola Hansen      | Jacob Haack-Sörensen |
| Ecuador       | C      | Luis Aveiga            | Javier Teran         |
| Frankreich    | D      | Jérémy Bury            | Jérôme Barbeillon    |
| Griechenland  | D      | Nikos Polychronopoulos | Kostas Kokkoris      |
| Italien       | F      | Marco Zanetti          | Fabrizio Cortese     |
| Japan         | H      | Ryūji Umeda            | Hideaki Kobayashi    |
| Südkorea      | D      | Kim Haeng-jik          | Kim Jae-guen         |
| Luxemburg     | A      | Ramon Hamm             | Brice Briere         |
| Niederlande   | E      | Dick Jaspers           | Jean van Erp         |
| Norwegen      | E      | Yalcin Iner            | Lars Harald Riiber   |
| Österreich    | G      | Arnim Kahofer          | Andreas Efler        |
| Peru          | B      | José Torreblanca       | Ramon Rodriguez      |
| Portugal      | C      | Manuel Rui Costa       | Manuel Aranha        |
| Schweden      | H      | Torbjörn Blomdahl      | Nalle Olsson         |
| Schweiz       | B      | Cetin Behzat           | Pierre Alain Rech    |
| Spanien       | G      | Daniel Sánchez         | Rubén Legazpi        |
| Tschechien    | A      | Martin Bohac           | Jan Ales             |
| Türkei A      | C      | Semih Saygıner         | Lütfi Çenet          |
| Türkei B      | H      | Can Çapak              | Hakan Incekara       |

## Gruppenphase

### Ergebnisse

#### Gruppe A
| Platz | Nation     | Sp. | G-U-V | MP  | PP  | MGD   | BEMD  |
| ----- | ---------- | --- | ----- | --- | --- | ----- | ----- |
| 1     | Belgien A  | 2   | 2-0-0 | 4:0 | 8:0 | 1,649 | 1,739 |
| 2     | Tschechien | 2   | 1-0-1 | 2:2 | 4:4 | 0,920 | 0,869 |
| 3     | Luxemburg  | 2   | 0-0-2 | 0:4 | 0:8 | 0,608 | -     |

| Datum                   | Nation 1   | MGD   | MP  | PP  | MGD   | Nation 2   |
| ----------------------- | ---------- | ----- | --- | --- | ----- | ---------- |
| 18. Februar 2016 18:00h | Tschechien | 0,869 | 2:0 | 4:0 | 0,619 | Luxemburg  |
| 19. Februar 2016 16:00h | Belgien A  | 1,568 | 2:0 | 4:0 | 0,588 | Luxemburg  |
| 20. Februar 2016 11:00h | Belgien A  | 1,739 | 2:0 | 4:0 | 1,021 | Tschechien |

#### Gruppe B
| Platz | Nation        | Sp. | G-U-V | MP  | PP  | MGD   | BEMD  |
| ----- | ------------- | --- | ----- | --- | --- | ----- | ----- |
| 1     | Deutschland A | 2   | 1-1-0 | 3:1 | 6:2 | 1,020 | 1,066 |
| 2     | Peru          | 2   | 1-1-0 | 3:1 | 6:2 | 0,967 | 1,000 |
| 3     | Schweiz       | 2   | 0-0-2 | 0:4 | 0:8 | 0,761 | -     |

| Datum                   | Nation 1      | MGD   | MP  | PP  | MGD   | Nation 2      |
| ----------------------- | ------------- | ----- | --- | --- | ----- | ------------- |
| 18. Februar 2016 18:00h | Peru          | 1,000 | 2:0 | 4:0 | 0,812 | Schweiz       |
| 19. Februar 2016 14:00h | Deutschland A | 1,066 | 2:0 | 4:0 | 0,706 | Schweiz       |
| 20. Februar 2016 13:30h | Peru          | 0,932 | 1:1 | 2:2 | 0,972 | Deutschland A |

#### Gruppe C
| Platz | Nation   | Sp. | G-U-V | MP  | PP  | MGD   | BEMD  |
| ----- | -------- | --- | ----- | --- | --- | ----- | ----- |
| 1     | Türkei A | 2   | 2-0-0 | 4:0 | 8:0 | 1,454 | 1,568 |
| 2     | Ecuador  | 2   | 1-0-1 | 2:2 | 4:4 | 1,219 | 1,454 |
| 3     | Portugal | 2   | 0-0-2 | 0:4 | 0:8 | 0,962 | -     |

| Datum                   | Nation 1 | MGD   | MP  | PP  | MGD   | Nation 2 |
| ----------------------- | -------- | ----- | --- | --- | ----- | -------- |
| 18. Februar 2016 16:00h | Ecuador  | 1,454 | 2:0 | 4:0 | 1,036 | Portugal |
| 19. Februar 2016 16:00h | Türkei A | 1,568 | 2:0 | 4:0 | 0,882 | Portugal |
| 20. Februar 2016 11:00h | Türkei A | 1,355 | 2:0 | 4:0 | 1,000 | Ecuador  |

#### Gruppe D
| Platz | Nation       | Sp. | G-U-V | MP  | PP  | MGD   | BEMD  |
| ----- | ------------ | --- | ----- | --- | --- | ----- | ----- |
| 1     | Griechenland | 2   | 1-1-0 | 3:1 | 6:2 | 1,681 | 1,904 |
| 2     | Frankreich   | 2   | 1-0-1 | 2:2 | 4:4 | 1,845 | 1,904 |
| 3     | Südkorea     | 2   | 0-1-1 | 1:3 | 2:6 | 1,483 | 1,591 |

| Datum                   | Nation 1     | MGD   | MP  | PP  | MGD   | Nation 2   |
| ----------------------- | ------------ | ----- | --- | --- | ----- | ---------- |
| 18. Februar 2016 16:00h | Griechenland | 1,904 | 2:0 | 4:0 | 1,785 | Frankreich |
| 19. Februar 2016 14:00h | Südkorea     | 1,357 | 0:2 | 0:4 | 1,904 | Frankreich |
| 20. Februar 2016 13:30h | Griechenland | 1,489 | 1:1 | 2:2 | 1,591 | Südkorea   |

#### Gruppe E
| Platz | Nation      | Sp. | G-U-V | MP  | PP  | MGD   | BEMD  |
| ----- | ----------- | --- | ----- | --- | --- | ----- | ----- |
| 1     | Niederlande | 2   | 2-0-0 | 4:0 | 8:0 | 1,818 | 2,105 |
| 2     | Ägypten     | 2   | 1-0-1 | 2:2 | 4:4 | 1,051 | 1,012 |
| 3     | Norwegen    | 2   | 0-0-2 | 0:4 | 0:8 | 0,480 | -     |

| Datum                   | Nation 1    | MGD   | MP  | PP  | MGD   | Nation 2 |
| ----------------------- | ----------- | ----- | --- | --- | ----- | -------- |
| 18. Februar 2016 14:00h | Ägypten     | 1,012 | 2:0 | 4:0 | 0,531 | Norwegen |
| 19. Februar 2016 11:00h | Niederlande | 1,600 | 2:0 | 4:0 | 0,400 | Norwegen |
| 20. Februar 2016 20:00h | Niederlande | 2,105 | 2:0 | 4:0 | 1,131 | Ägypten  |

#### Gruppe F
| Platz | Nation    | Sp. | G-U-V | MP  | PP  | MGD   | BEMD  |
| ----- | --------- | --- | ----- | --- | --- | ----- | ----- |
| 1     | Belgien B | 2   | 0-2-0 | 2:2 | 4:4 | 1,627 | 1,947 |
| 2     | Dänemark  | 2   | 0-2-0 | 2:2 | 4:4 | 1,485 | 1,711 |
| 3     | Italien   | 2   | 0-0-2 | 2:2 | 4:4 | 1,457 | 1,533 |

| Datum                   | Nation 1  | MGD   | MP  | PP  | MGD   | Nation 2 |
| ----------------------- | --------- | ----- | --- | --- | ----- | -------- |
| 18. Februar 2016 14:00h | Belgien B | 1,947 | 1:1 | 2:2 | 1,368 | Italien  |
| 19. Februar 2016 11:00h | Italien   | 1,533 | 1:1 | 2:2 | 1,711 | Dänemark |
| 20. Februar 2016 20:00h | Belgien B | 1,410 | 1:1 | 2:2 | 1,303 | Dänemark |

#### Gruppe G
| Platz | Nation        | Sp. | G-U-V | MP  | PP  | MGD   | BEMD  |
| ----- | ------------- | --- | ----- | --- | --- | ----- | ----- |
| 1     | Österreich    | 2   | 1-1-0 | 3:1 | 6:2 | 1,289 | 1,395 |
| 2     | Spanien       | 2   | 0-2-0 | 2:2 | 4:4 | 1,670 | 1,837 |
| 3     | Deutschland B | 2   | 0-1-1 | 1:3 | 2:6 | 1,155 | 1,348 |

| Datum                   | Nation 1   | MGD   | MP  | PP  | MGD   | Nation 2      |
| ----------------------- | ---------- | ----- | --- | --- | ----- | ------------- |
| 18. Februar 2016 12:00h | Österreich | 1,212 | 2:0 | 4:0 | 1,030 | Deutschland B |
| 18. Februar 2016 20:00h | Spanien    | 1,837 | 1:1 | 2:2 | 1,348 | Deutschland B |
| 19. Februar 2016 18:00h | Spanien    | 1,520 | 1:1 | 2:2 | 1,395 | Österreich    |

#### Gruppe H
| Platz | Nation   | Sp. | G-U-V | MP  | PP  | MGD   | BEMD  |
| ----- | -------- | --- | ----- | --- | --- | ----- | ----- |
| 1     | Türkei B | 2   | 1-1-0 | 3:1 | 6:2 | 1,157 | 1,379 |
| 2     | Japan    | 2   | 0-2-0 | 2:2 | 4:4 | 1,076 | 1,232 |
| 3     | Schweden | 2   | 0-1-1 | 1:3 | 2:6 | 1,159 | 1,295 |

| Datum                   | Nation 1 | MGD   | MP  | PP  | MGD   | Nation 2 |
| ----------------------- | -------- | ----- | --- | --- | ----- | -------- |
| 18. Februar 2016 12:00h | Türkei B | 1,379 | 2:0 | 4:0 | 1,017 | Schweden |
| 18. Februar 2016 20:00h | Schweden | 1,295 | 1:1 | 2:2 | 0,934 | Japan    |
| 19. Februar 2016 18:00h | Türkei B | 0,928 | 1:1 | 2:2 | 1,232 | Japan    |

## Finalrunde

### Ergebnisse
|  | Viertelfinale (20. Februar 2016) 40 Points | Viertelfinale (20. Februar 2016) 40 Points |               |                  | Halbfinale (21. Februar 2016) 40 Points | Halbfinale (21. Februar 2016) 40 Points |  |  | Finale (21. Februar 2016) 40 Points | Finale (21. Februar 2016) 40 Points |
|  |                                            |                                            |               |                  |                                         |                                         |  |  |                                     |                                     |
|  | Belgien A                                  | 2:0/4:0/1,739                              |               |                  |                                         |                                         |  |  |                                     |                                     |
|  | Belgien B                                  | 0:2/0:4//1,304                             |               |                  |                                         |                                         |  |  |                                     |                                     |
|  | Belgien B                                  | 0:2/0:4//1,304                             | Belgien A     | 0:2/0:4/1,814    |                                         |                                         |  |  |                                     |                                     |
|  |                                            |                                            | Belgien A     | 0:2/0:4/1,814    |                                         |                                         |  |  |                                     |                                     |
|  |                                            | Türkei                                     | 2:0/4:0/2,962 |                  |                                         |                                         |  |  |                                     |                                     |
|  | Türkei A                                   | Türkei                                     | 2:0/4:0/2,962 | 2:0/4:0/1,454    |                                         |                                         |  |  |                                     |                                     |
|  | Türkei A                                   |                                            |               | 2:0/4:0/1,454    |                                         |                                         |  |  |                                     |                                     |
|  | Türkei B                                   | 0:2/0:4//1,054                             |               |                  |                                         |                                         |  |  |                                     |                                     |
|  |                                            |                                            | Türkei A      | 0:2/0:4/0,791    |                                         |                                         |  |  |                                     |                                     |
|  |                                            | Niederlande                                | 2:0/4:0/1,632 |                  |                                         |                                         |  |  |                                     |                                     |
|  | Griechenland                               | 1:1/2:2/1,923/10                           |               |                  |                                         |                                         |  |  |                                     |                                     |
|  | Österreich                                 | 1:1/2:2/1,435/15                           |               |                  |                                         |                                         |  |  |                                     |                                     |
|  | Österreich                                 | 1:1/2:2/1,435/15                           | Österreich    | 0:2/0:4/1,163    |                                         |                                         |  |  |                                     |                                     |
|  |                                            |                                            | Österreich    | 0:2/0:4/1,163    |                                         |                                         |  |  |                                     |                                     |
|  |                                            | Niederlande                                | 2:0/4:0/1,632 |                  |                                         |                                         |  |  |                                     |                                     |
|  | Niederlande                                | Niederlande                                | 2:0/4:0/1,632 | 1:1/2:2/1,500/15 |                                         |                                         |  |  |                                     |                                     |
|  | Niederlande                                |                                            |               | 1:1/2:2/1,500/15 |                                         |                                         |  |  |                                     |                                     |
|  | Deutschland A                              | 1:1/2:2/1,166/8                            |               |                  |                                         |                                         |  |  |                                     |                                     |

## Abschlusstabelle
| MP    | Match Punkte (Sieger = 2; Unentschieden = 1; Verlierer = 0) |
| SV    | Satzverhältnis (nur bei Turnieren im Satzsystem)            |
| Pkte. | Erzielte Karambolagen                                       |
| Aufn. | benötigte Aufnahmen                                         |
| GD    | Generaldurchschnitt                                         |
| MGD   | Mannschafts-Generaldurchschnitt                             |
| BED   | Bester Einzeldurchschnitt eines Spielers                    |
| BEMD  | Bester Einzeldurchschnitt einer Mannschaft                  |
| BSD   | Bester Satzdurchschnitt eines Spielers                      |
| HS    | Höchstserie                                                 |
| WRP   | Weltranglistenpunkte                                        |

| Abschlusstabelle | Abschlusstabelle | Abschlusstabelle | Abschlusstabelle | Abschlusstabelle | Abschlusstabelle | Abschlusstabelle | Abschlusstabelle | Abschlusstabelle | Abschlusstabelle | Abschlusstabelle | Abschlusstabelle |
| Phase            | Platz            | Nation           | Sp               | G-U-V            | MP               | PP               | Pkt.             | Aufn.            | MGD              | BEMD             | HS               |
| ---------------- | ---------------- | ---------------- | ---------------- | ---------------- | ---------------- | ---------------- | ---------------- | ---------------- | ---------------- | ---------------- | ---------------- |
| Finale           | 1                | Niederlande      | 5                | 5-0-0            | 10:0             | 18:2             | 392              | 234              | 1,675            | 2,105            | 12               |
| Finale           | 2                | Türkei A         | 5                | 4-0-1            | 8:2              | 16:4             | 358              | 240              | 1,491            | 2,962            | 15               |
| Halb- finale     | 3                | Belgien A        | 4                | 3-0-1            | 6:2              | 12:4             | 289              | 170              | 1,700            | 1,739            | 10               |
| Halb- finale     | 3                | Österreich       | 4                | 2-1-1            | 5:3              | 8:8              | 260              | 202              | 1,287            | 1,435            | 10               |
| Viertel- finale  | 5                | Griechenland     | 3                | 1-1-1            | 3:3              | 8:4              | 228              | 130              | 1,753            | 1,923            | 17               |
| Viertel- finale  | 6                | Deutschland A    | 3                | 1-1-1            | 3:3              | 8:4              | 208              | 197              | 1,055            | 1,166            | 8                |
| Viertel- finale  | 7                | Türkei B         | 3                | 1-1-1            | 3:3              | 6:6              | 190              | 169              | 1,124            | 1,379            | 10               |
| Viertel- finale  | 8                | Belgien B        | 3                | 0-2-1            | 2:4              | 4:8              | 213              | 140              | 1,521            | 1,947            | 12               |
| Gruppen- phase   | 9                | Peru             | 2                | 1-1-0            | 3:1              | 6:2              | 149              | 154              | 0,967            | 1,000            | 12               |
| Gruppen- phase   | 10               | Frankreich       | 2                | 1-0-1            | 2:2              | 4:4              | 155              | 84               | 1,845            | 1,904            | 14               |
| Gruppen- phase   | 11               | Spanien          | 2                | 0-2-0            | 2:2              | 4:4              | 152              | 91               | 1,670            | 1,837            | 11               |
| Gruppen- phase   | 12               | Dänemark         | 2                | 0-2-0            | 2:2              | 4:4              | 150              | 101              | 1,485            | 1,711            | 13               |
| Gruppen- phase   | 13               | Ecuador          | 2                | 1-0-1            | 2:2              | 4:4              | 139              | 114              | 1,219            | 1,454            | 8                |
| Gruppen- phase   | 14               | Japan            | 2                | 0-2-0            | 2:2              | 4:4              | 126              | 117              | 1,076            | 1,232            | 7                |
| Gruppen- phase   | 15               | Ägypten          | 2                | 1-0-1            | 2:2              | 4:4              | 123              | 117              | 1,051            | 1,012            | 7                |
| Gruppen- phase   | 16               | Tschechien       | 2                | 1-0-1            | 2:2              | 4:4              | 127              | 138              | 0,920            | 0,869            | 6                |
| Gruppen- phase   | 17               | Italien          | 2                | 0-2-0            | 2:2              | 4:4              | 121              | 83               | 1,457            | 1,533            | 11               |
| Gruppen- phase   | 18               | Südkorea         | 2                | 0-1-1            | 1:3              | 2:6              | 135              | 91               | 1,483            | 1,591            | 8                |
| Gruppen- phase   | 19               | Schweden         | 2                | 0-1-1            | 1:3              | 2:6              | 138              | 119              | 1,159            | 1,295            | 5                |
| Gruppen- phase   | 20               | Deutschland B    | 2                | 0-1-1            | 1:3              | 2:6              | 126              | 109              | 1,155            | 1,348            | 6                |
| Gruppen- phase   | 21               | Portugal         | 2                | 0-0-2            | 0:4              | 0:8              | 102              | 106              | 0,962            | ---              | 8                |
| Gruppen- phase   | 22               | Schweiz          | 2                | 0-0-2            | 0:4              | 0:8              | 118              | 155              | 0,761            | ---              | 8                |
| Gruppen- phase   | 23               | Luxemburg        | 2                | 0-0-2            | 0:4              | 0:8              | 87               | 143              | 0,608            | ---              | 6                |
| Gruppen- phase   | 24               | Norwegen         | 2                | 0-0-2            | 0:4              | 0:8              | 62               | 129              | 0,480            | ---              | 4                |